# Challa Cruz
Challa Cruz ist eine Streusiedlung im Departamento Oruro im Hochland des südamerikanischen Andenstaates Bolivien.

## Lage im Nahraum
Challa Cruz liegt in der Provinz Saucarí und ist zentraler Ort des Cantón Challa Cruz im Municipio Toledo. Die Ortschaft liegt auf einer Höhe von 3724 m zweieinhalb Kilometer nordöstlich der Quebrada Wiluma Umakata, die hier in nordwestlicher Richtung fließt, und fünfzehn Kilometer nordwestlich der Feuchtgebiete des Río Aroma, der dort zum Poopó-See hin entwässert. Challa Cruz beherbergt die Bildungseinrichtung „Unidad Educativa German Busch II“.

## Geographie
Challa Cruz liegt nordwestlich des Poopó-Sees am Ostrand des Altiplano vor der Cordillera Azanaques, die ein Teil der Gebirgskette der Cordillera Central ist. Das Klima ist ein typisches Tageszeitenklima, bei dem die täglichen Temperaturschwankungen stärker ausfallen als die Schwankungen zwischen den Jahreszeiten.
Die mittlere Durchschnittstemperatur der Region liegt bei knapp 9 °C (siehe Klimadiagramm Pampa Aullagas) und schwankt zwischen 4 °C im Juni und Juli und 11 °C in den Sommermonaten von November bis März. Der Jahresniederschlag beträgt weniger als 300 mm, bei einer ausgeprägten Trockenzeit von April bis November mit Monatsniederschlägen unter 15 mm, und einem Höchstwert von 75 mm im Januar.

## Verkehrsnetz
Challa Cruz liegt in einer Entfernung von 85 Straßenkilometern südwestlich von Oruro, der Hauptstadt des Departamentos.
Die 279 Kilometer lange Nationalstraße Ruta 12 führt von Oruro aus in südwestlicher Richtung vorbei an Toledo und Ancaravi zur chilenischen Grenze. Vierzehn Kilometer südwestlich von Toledo zweigt der „Camino Untavi“ von der Ruta 12 nach Südosten ab, der über Untavi nach Andamarca führt, und dem man 32 Kilometer folgt, bis ein anderthalb Kilometer langer Abzweig in südwestlicher Richtung nach Challa Cruz führt.

## Bevölkerung
Die Einwohnerzahl der Ortschaft ist in dem Jahrzehnt zwischen den beiden letzten Volkszählungen auf ein Mehrfaches angestiegen, allerdings in erster Linie durch kommunale Zusammenschlüsse:
| Jahr | Einwohner         | Quelle       |
| ---- | ----------------- | ------------ |
| 1992 | keine Detaildaten | Volkszählung |
| 2001 | 118               | Volkszählung |
| 2012 | 508               | Volkszählung |
| 2024 |                   | Volkszählung |

Die Region weist einen deutlichen Anteil an Aymara-Bevölkerung auf, im Municipio Toledo sprechen 69,2 Prozent der Bevölkerung Aymara.